# Gare de Coussac-Bonneval
Pour les articles homonymes, voir Coussac et Bonneval.
La gare de Coussac-Bonneval est une gare ferroviaire française fermée de la ligne de Nexon à Brive-la-Gaillarde, située sur le territoire de la commune de Coussac-Bonneval, dans le département de Haute-Vienne et la région Nouvelle-Aquitaine.
Elle est mise en service en 1875 par la Compagnie du chemin de fer de Paris à Orléans (PO) et fermée en 2018, à la suite de l'affaissement de la voie à Vignols.

## Situation ferroviaire
Établie à 343 mètres d'altitude, la gare de Coussac-Bonneval est située au point kilométrique (PK) 451,700 de la ligne de Nexon à Brive-la-Gaillarde, entre les gares ouvertes de Saint-Yrieix-la-Perche et de Lubersac (s'intercalait la gare fermée de Saint-Julien-le-Vendômois).

## Histoire
En 1874, la Compagnie du chemin de fer de Paris à Orléans (PO) active les travaux de sa ligne de Nexon à Brive afin de tenir les délais. Le 2 mars le ministre statue sur les derniers détails des stations à établir entre Champsiaux et Brive, la Station de « Coussac-Bonneval (Haute-Vienne) » figure dans cette liste.
La station de Coussac-Bonneval est mise en service le 20 décembre 1875 par la Compagnie du PO, lorsqu'elle ouvre à l'exploitation sa ligne de Nexon à Brive.
Jusqu'en 2018, Coussac-Bonneval est desservie par des trains express régionaux de la relation Limoges-Bénédictins - Brive-la-Gaillarde. Depuis l'affaissement de voie à Vignols en février 2018, les trains ne circulent plus entre Saint-Yrieix et Objat. La gare n'est donc plus desservie par aucun train depuis cette année,. Un service de transport à la demande permet désormais de relier les gares d'Objat ou de Saint-Yrieix.
En 2019, selon les estimations de la SNCF, la fréquentation annuelle de la gare était de 323 voyageurs.

## Service des voyageurs

### Accueil

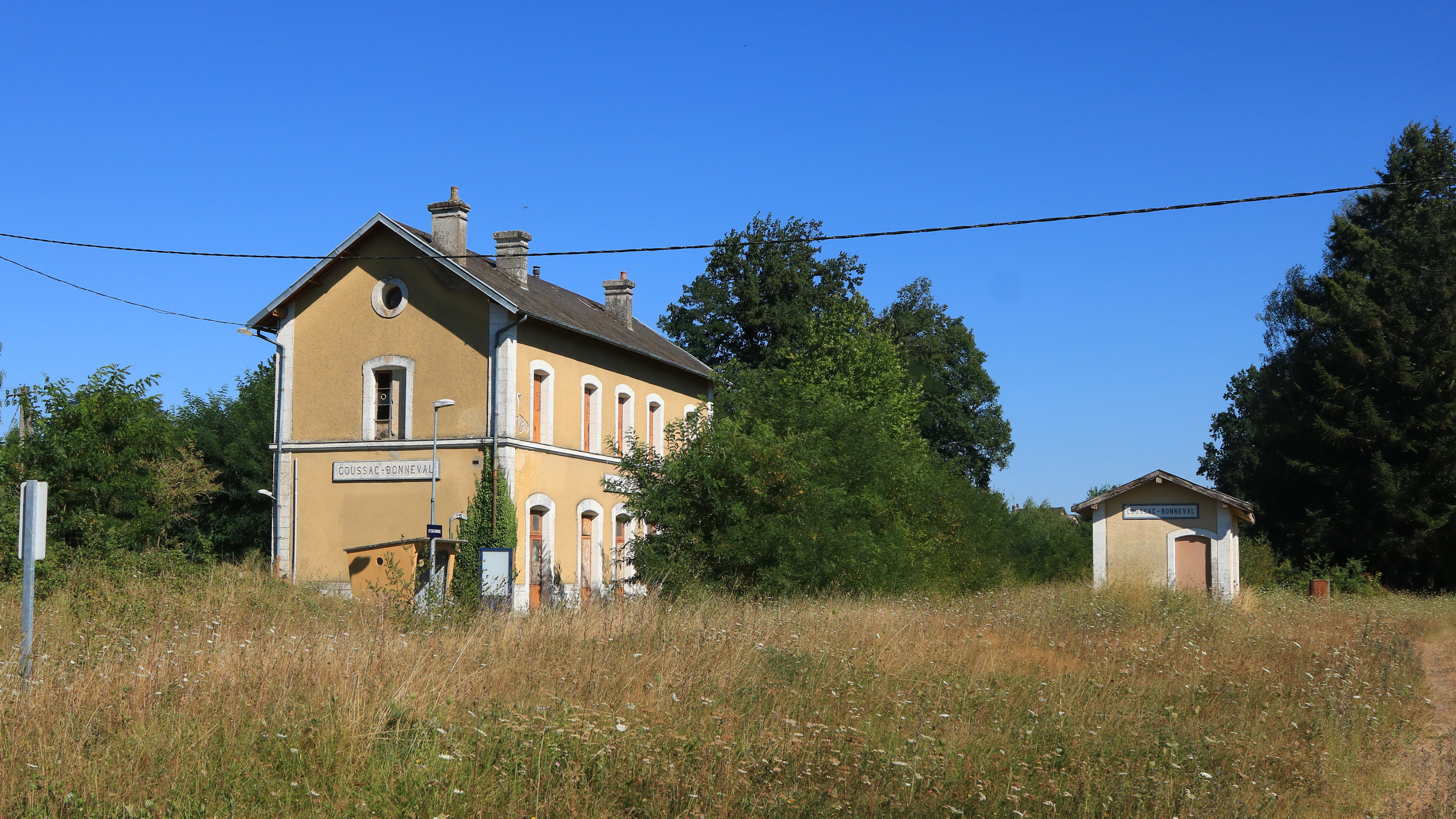
Vue générale de la gare.

Halte SNCF, c'est un point d'arrêt non géré (PANG) à accès libre.

### Desserte
La gare n'est plus desservie par aucun train. Un service de transport à la demande permet désormais de relier les gares d'Objat ou Saint-Yrieix.

### Intermodalité
Un parc pour les vélos et un parking pour les véhicules y sont aménagés.